# 2111 Tselina

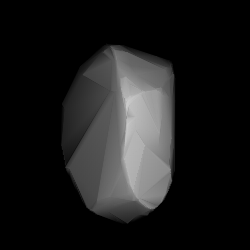
2111 Tselina

Tselina (asteróide 2111) é um asteróide da cintura principal com um diâmetro de 24,5 quilómetros, a 2,743408 UA. Possui uma excentricidade de 0,0909077 e um período orbital de 1 914,79 dias (5,24 anos).
Tselina tem uma velocidade orbital média de 17,14555364 km/s e uma inclinação de 10,48847º.
Esse asteróide foi descoberto em 13 de Junho de 1969 por Tamara Smirnova.